# 조류학 (식물학)

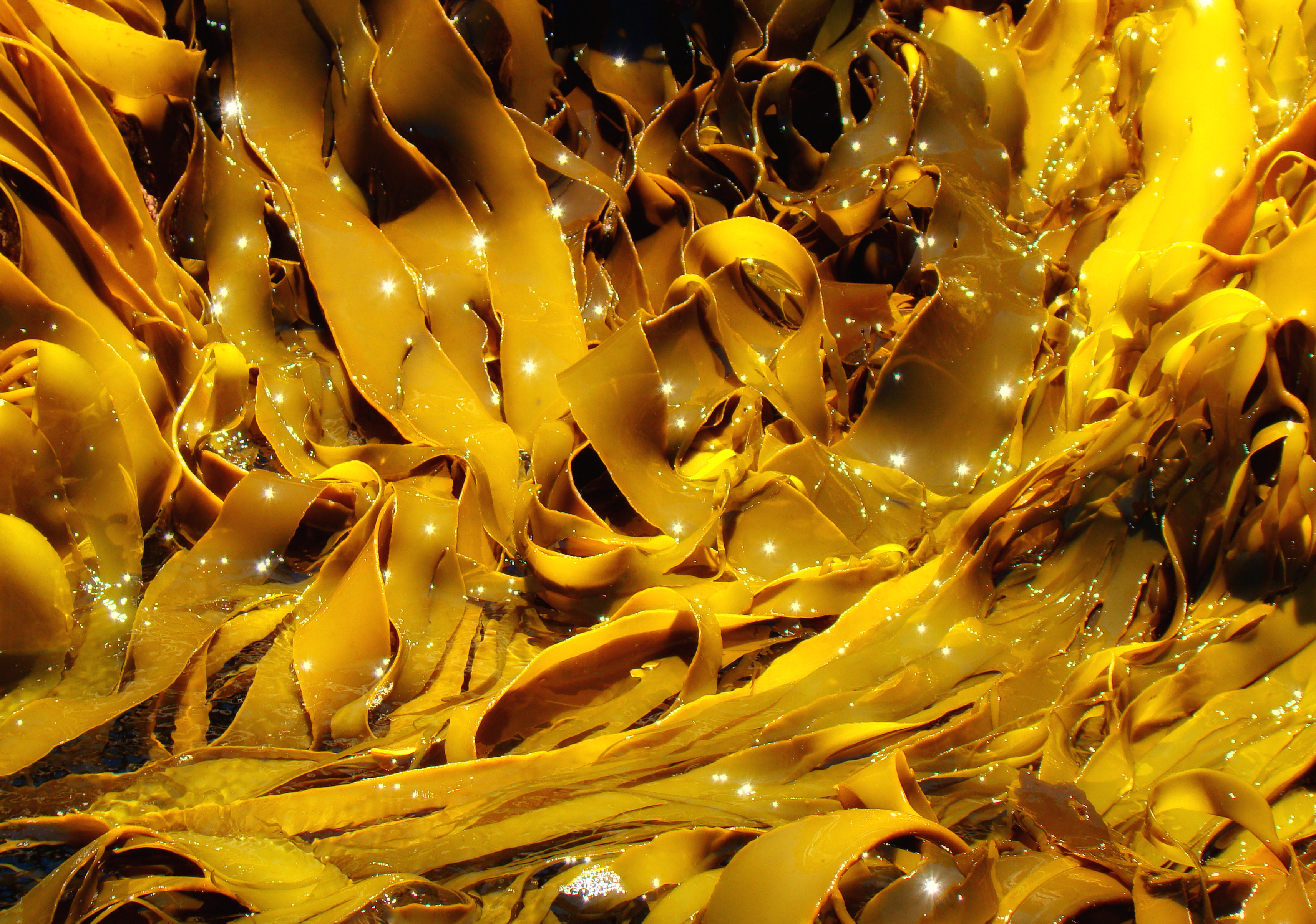

조류학(藻類學)은 진핵생물, 원핵생물 중 조류로 분류되는 생물군을 연구하는 학문이다. 생명과학의 한 갈래이며, 전통적으로 식물학의 한 갈래로 여겨지기도 한다. 조류는 주로 수중 생태계에서 1차 생산자로서 중요한 생물이다. 거의 대부분의 조류는 습한 환경에 살며 광합성을 할 수 있는 진핵생물이다.

## 같이 보기
- 조류